# Cédric Penicaud
Cédric Pénicaud (Limoges, Francia, 27 de septiembre de 1971) es un nadador retirado especializado en pruebas de estilo braza. Fue subcampeón de Europa en la prueba de 4x100 metros estilos durante el Campeonato Europeo de Natación de 1991 y en el de 1989.

## Palmarés internacional
| Campeonato Europeo de Natación | Campeonato Europeo de Natación | Campeonato Europeo de Natación | Campeonato Europeo de Natación |
| Año                            | Lugar                          | Medalla                        | Prueba                         |
| ------------------------------ | ------------------------------ | ------------------------------ | ------------------------------ |
| 1991                           | Atenas (Grecia)                | Medalla de plata               | 4x100 m estilos                |
| 1989                           | Bonn (Alemania)                | Medalla de plata               | 4x100 m estilos                |